# Nina Tower I
Nina Tower I je mrakodrap v čínském Hongkongu. Má 80 podlaží a výšku 319 metrů, je tak šestý nejvyšší mrakodrap ve městě. Výstavba probíhala v letech 2000–2007. V budově se nachází kancelářské prostory a hotel.